# Jenny Morris
Jennifer „Jenny“ Lynn Morris OAM (* 20. September 1972 in Maryborough, Queensland) ist eine ehemalige australische Hockeyspielerin, die mit der australischen Hockeynationalmannschaft 1996 und 2000 Olympiasiegerin sowie 1994 Weltmeisterin war.

## Sportliche Karriere
Jenny Morris trat in 150 Länderspielen für Australien an und erzielte 6 Tore.
Jenny Morris verpasste die Olympischen Spiele 1992 wegen einer Knieverletzung. Bei ihrem ersten großen internationalen Turnier, der Champions Trophy 1993 gewannen die Australierinnen den Titel. 1995 und 1997 gehörte Morris ebenfalls zum siegreichen Team. Bei der Weltmeisterschaft 1994 in Dublin verloren die Australierinnen ihr erstes Spiel gegen die russische Mannschaft, erreichten aber den zweiten Platz in ihrer Vorrundengruppe hinter den Argentinierinnen. Nach ihrem 2:0-Halbfinalsieg über die deutschen Damen trafen die Australierinnen im Finale wieder auf die Argentinierinnen und siegten mit 2:0. Beim olympischen Turnier in Atlanta gewannen die Australierinnen die Vorrunde und spielten im Finale gegen die Zweitplatzierten der Vorrunde. Gegen die Südkoreanerinnen siegten sie im Finale mit 3:1. 1998 fiel Jenny Morris zum zweiten Mal wegen einer Knieverletzung für längere Zeit aus. Erst kurz vor den Olympischen Spielen 2000 in Sydney kehrte sie ins Team zurück. Vor heimischem Publikum gewannen die Australierinnen sowohl ihre Vorrundengruppe als auch die Hauptrundengruppe. Im Finale gegen die Argentinierinnen siegten die Australierinnen mit 3:1.
Jenny Morris studierte an der Curtin University und schloss mit einem MBA ab.